# Buzuki

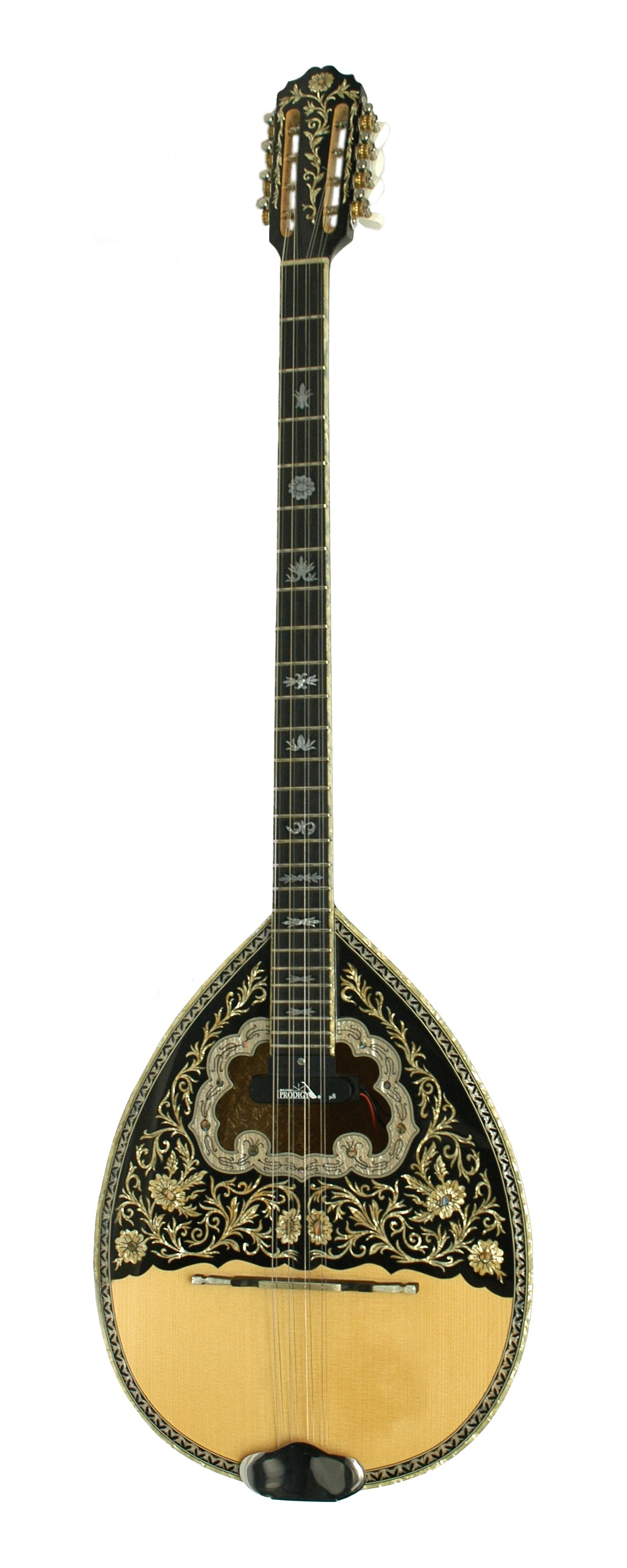
Buzuki z Grecji

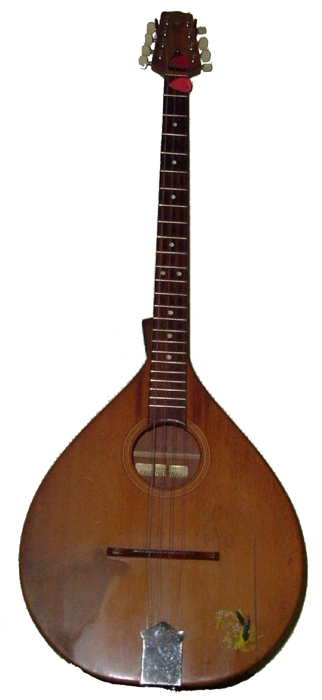
Buzuki z Irlandii

Buzuki, bouzouki – instrument muzyczny z grupy strunowych szarpanych wywodzący się z Azji Środkowej, popularny również w muzyce celtyckiej.

## Budowa
Posiada pudło rezonansowe w kształcie gruszki oraz długi gryf. 
Wyglądem przypomina powiększoną mandolinę i podobnie jak ona zalicza się do długoszyjkowych lutni.

## Rodzaje buzuki
Wyróżnia się trzy rodzaje buzuki:
- Trichordo posiadające trzy pary strun
- Tetrachordo posiadające cztery pary strun
- Irish (irlandzkie).

Różnice między buzuki irlandzkim a greckim są znaczące. Główne to wygląd (w greckim spód pudła rezonansowego wypukły, zaś w irlandzkim płaski), technika gry i strojenie.

## Strój
Strojenie buzuki zależy od liczby strun instrumentu oraz muzyki, którą chcemy wykonywać:
- D3 D4 - A3 A3 - D4 D4 - trzy pary, greckie buzuki
- C3 C4 - F3 F4 - A3 A3 - D4 D4 - cztery pary, greckie buzuki
- G2 G3 - D3 D4 - A3 A3 -  D4 D4 - standardowy strój do folku irlandzkiego
- G2 G3 - D3 D4 - A3 A3 - E4 E4 - stój mandolinowy
- A2 A3 - D3 D4 - A3 A3 - E4 E4 - stój modal D

Niektóre buzuki posiadają zamiast czterech par strun, jedynie cztery odrębne struny. Wówczas są one strojone tak jak powyżej, lecz bez drugiej struny.

## Buzuki we współczesności
Buzuki można usłyszeć w muzyce folkowej grupy Percival Schuttenbach oraz muzyce do gry Wiedźmin 3: Dziki Gon.